# Jägerhaus (Heilbronn)

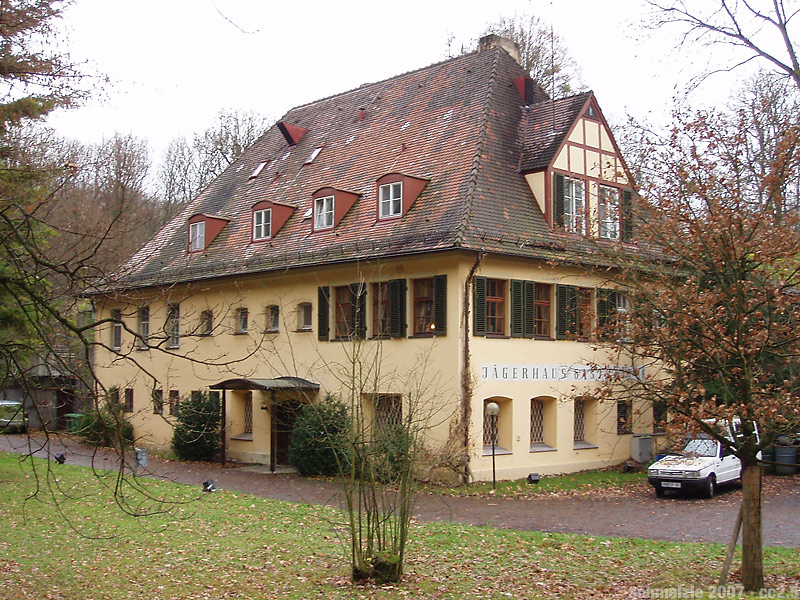
Jägerhaus in Heilbronn, 2007

Das Jägerhaus im Gebiet der kreisfreien Stadt Heilbronn (Baden-Württemberg) wurde 1678 ursprünglich als Wohnhaus eines der Stadtjäger errichtet. Die Ursprünge der Gaststätte in dem Gebäude reichen bis etwa 1760 zurück, als der damalige Stadtjäger mit dem Ausschank von Wein und Bier für Besucher begann.

## Geographische Lage
Das Jägerhaus befindet sich 3,6 km ostsüdöstlich der Heilbronner Innenstadt und 1,2 km (je Luftlinie) südöstlich oberhalb des Trappensees in den Heilbronner Bergen. Im Heilbronner Stadtwald steht es nahe dem Südrand des Naturschutzgebiets Schilfsandsteinbruch beim Jägerhaus mit Umgebung in Nachbarschaft zum Waldheim. Vorbei führt die Kreisstraße 9550 (Heilbronn-Donnbronn).

## Geschichte und Beschreibung

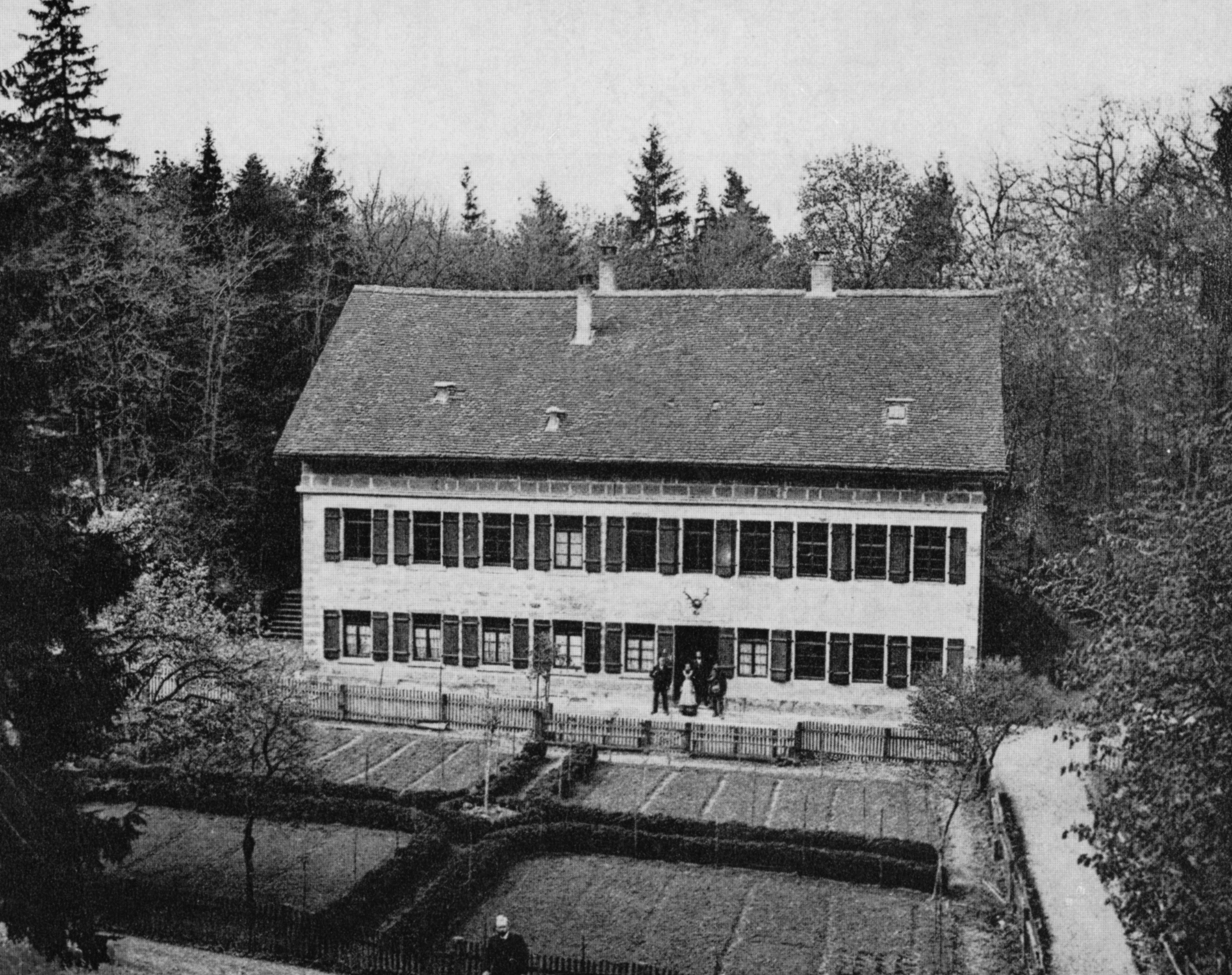
Das Jägerhaus 1895

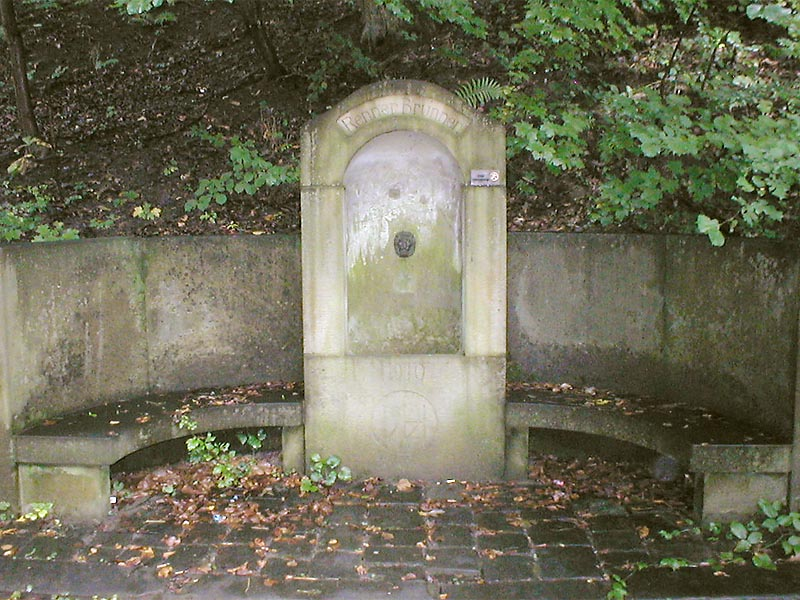
Der Rennerbrunnen von 1910 gegenüber dem Jägerhaus als Teil der landschaftlichen Aufwertung durch den Verschönerungsverein

1413 wurde im Stadtwald nahe dem heutigen Jägerhaus eine Einsiedelei errichtet, 1460 wird die dortige „Steingrube“ erstmals erwähnt. 1678 wurde schließlich bei einer damals bereits 150-jährigen Eiche das Jägerhaus als Wohnhaus eines der beiden Stadtjäger (der andere Jäger wohnte im Böllinger Hof) erbaut. Um 1740 musste das Haus wegen Baufälligkeit gründlich erneuert werden.
Etwa zur selben Zeit wie der Türmer auf dem nahen Wartberg begann Stadtjäger Simon Haager um 1760 mit dem Ausschank von Wein und Bier an Besucher des Jägerhauses. 1762 erfolgte eine Erweiterung des Gebäudes um ein Gästezimmer für den damaligen Heilbronner Ratsherren Georg Christoph Kornacher, der zu Jagdzwecken und zur Visitation des Steinbruchs ein Zimmer einforderte. Die Gewinnung des Heilbronner Schilfsandsteins prägte das Gesicht der das Jägerhaus umgebenden Landschaft, so sind bis heute riesige Abraumhalden zu erkennen. 1777 bis 1782 entstand die heutige Jägerhaussteige als Abfuhrstraße für die im nahen Steinbruch gewonnenen Steine, zur gleichen Zeit entwickelte sich das Jägerhaus auch zu einem beliebten Ausflugsziel, so dass 1787/88 durch Baumeister Johann Christoph Keller bereits ein weiterer Umbau des Jägerhauses erfolgte, das nun auch Tanz- und Veranstaltungsstätte war.
Als Heilbronn 1803 zu Württemberg kam, endete auch das Pachtverhältnis des damaligen Stadtjägers, in der Folgezeit war das Haus nur noch Gaststätte. 1833 wurde ein neuer Saal eingebaut, und im selben Jahr war der württembergische König zu Gast.
Am 29. August 1837 brannte das Dach des Jägerhauses ab, der Schaden konnte bis zum Dezember desselben Jahres behoben werden. Bei einem Umbau 1862 durch Stadtbaumeister Koch wurden das Walmdach durch ein flaches Giebeldach ersetzt und die nahegelegene Einsiedelei abgerissen. Aus dieser Zeit datiert auch das bis heute erhaltene Jägerzimmer. Gegen Ende des 19. Jahrhunderts hat der Verschönerungsverein Heilbronn rund 1000 Meter verschlungene Promenadenwege auf den bereits zuvor von Waldinspektor Bernhard Nickel teilweise bepflanzten Abraumhalden um das Jägerhaus angelegt. 1954 wurde auch die am Jägerhaus vorbeiführende Straße etwas verlegt, so dass sie an der damals noch nicht gefällten, etwa 500-jährigen Jägerhauseiche in größerem Abstand herumgeführt wurde.
1954 erhielt das Jägerhaus nach Entwürfen des Städtischen Hochbauamts bei seinem Umbau Formen (Walmdach, Segmentbogen-Dachhäuschen, barockisierende Fenstergitter und jugendstilhafte Innenausstattung), die traditionsorientiert sind und aus der Landhausarchitektur des Heimatstils stammen. Die Eingangstür auf der Ostseite des Heilbronner Jägerhauses ist betont kunsthandwerklich und zeigt ein Bilderprogramm, das auf die Funktion des Jägerhauses bezogen ist. Dabei schmückt das Gebäude ein „reiches Repertoire an figürlichen Darstellungen aus der Flora und Fauna des Heilbronner Stadtwaldes wie auch aus der Welt der Jagd“.
Am 3. Mai 2016 beschloss der Heilbronner Gemeinderat das städtische Grundstück, auf dem das Jägerhaus steht, an Wolfgang Scheidtweiler (Besitzer von Palmbräu) zu veräußern.
Das Jägerhaus dient als Ausgangspunkt für den Gang zur Waldheide im Südosten und zum nördlich der Gaststätte gelegenen ehemaligen Schilfsandsteinbruch.